# Hunnestads kyrka
Hunnestads kyrka är en kyrkobyggnad som sedan 2002 tillhör Himledalens församling (tidigare Hunnestads församling) i Göteborgs stift. Den ligger i kyrkbyn Hunnestad i Varbergs kommun.

## Historia
Hunnestads äldsta kyrka var uppförd i sten och hade tegeltak och ett rödmålat klocktorn. Den var 29 alnar lång och 18 alnar bred. På porten fanns årtalet 1597 samt den latinska texten Dic quare hic (Säg varför är du här). Den kyrkan förstördes vid en eldsvåda den 22 mars 1846, varvid endast några fönster kunde räddas ur lågorna.

## Kyrkobyggnaden
Efter branden uppfördes en ny kyrka på de gamla grundmurarna efter ritningar av Carl Gustaf Blom Carlsson vid Överintendentsämbetet. Den stod klar den 19 september 1848, men var omålad fram till 1850 då den målades vit. Predikstolen fick en pärlgrå och blå ton och pelarna under läktaren marmorerades. 
Vid kyrkan uppfördes en klockstapel. Den revs 1882 och man byggde ett västtorn med åttakantig lanternin. Under byggnadstiden upphängdes klockan i den stora eken på kyrkogården. Samtidigt utvidgades själva kyrkobyggnaden så, att endast sidoväggarna finns kvar av den föregående kyrkan. Den klassicistiska byggnad som invigdes 1883 är uppförd av vitputsad gråsten och koret är skilt från långhuset med en triumfbåge. 
År 1923 utfördes en restaurering av kyrkan under ledning av Allan Berglund med ut- och invändig ommålning och installation av elektriskt ljus. Vid en omfattande restaurering 1954 tillkom elektrisk uppvärmning istället för den kamin som satts in 1887 och kyrkan vitkalkades utvändigt och målades om invändigt. I absidtaket ovan koret utförde Joël Mila dekorationsmålningar som återger scener ur Jesu liv. 

## Inventarier
- Krucifix i trä, centralfigur på altaret, tillverkat av Erik Nilsson, Harplinge.
- En femsidig predikstol av trä i vitt och guld är från 1883.
- Nuvarande sexsidiga dopfunt av trä i nygotisk stil är inköpt 1897. Tidigare dopfunt var av sten.

### Klockor
- Storklockan är omgjuten 1847 och har en diameter på 86 cm och vikten 400 kg.
- Lillklockan är gjuten 1812. Diameter: 74 cm. Vikt: 250 kg.

### Orgel
- Nuvarande mekaniska orgelverk tillverkades 1968 av Mårtenssons orgelfabrik. Det har stämmor fördelade på två manualer och pedal. Fasaden härstammar från 1899 års orgel, byggd av Johannes Magnusson efter ritningar av Fritz Eckert.[1]